# 薩姆納 (密蘇里州)
薩姆納（英語：Sumner）是位於美國密蘇里州沙里頓縣的城市。

## 人口
根據2020年美國人口普查的數據，薩姆納的面積為0.59平方千米，皆為陸地。當地共有人口78人，而人口密度為每平方千米132人。